# Colin Trevorrow
Colin T. Trevorrow (US: /trəˈvɑːroʊ/; sinh ngày 13 tháng 9 năm 1976) là một đạo diễn và biên kịch điện ảnh người Mỹ. Ông đạo diễn bộ phim độc lập Safety Not Guaranteed (2012) và phim bom tấn Jurassic World (2015), mà ông cũng đồng sáng tác.

## Tiểu sử
Trevorrow sinh ra vào ngày 13 tháng 9 năm 1976  tại San Francisco, California. Anh lớn lên ở Oakland, California. Cha anh là một nhạc sĩ trong ban nhạc rock country và mẹ anh là một nhiếp ảnh gia cũng điều hành một trung tâm chăm sóc ban ngày. Mẹ anh là người Do Thái. 

Lúc còn là cậu bé, anh hát trong giàn đồng ca của San Francisco Opera. Lúc đến tuổi thiếu niên, Trevorrow giành được giải thưởng từ Liên hoan phim Mill Valley và Liên hoan phim trẻ San Francisco. Trevorrow tốt nghiệp từ Trường trung học Piedmont ở Piedmont, California, và sau đó tốt nghiệp từ trường đại học nghệ thuật Tisch của New York vào năm 1999.